# Caballero Temible
Caballero Temible (Bram Velsing) es un supervillano que aparece en los cómics estadounidenses publicados por Marvel Comics.

## Historial de publicaciones
El personaje apareció por primera vez en Iron Man #101 (agosto de 1977) y fue creado por el escritor Bill Mantlo y el dibujante George Tuska.

## Biografía ficticia
Bram Velsing es un científico latveriano, insatisfecho con servir al Doctor Doom, a quien se refirió como una "burla grotesca de un hombre" y se consideraba su superior. Al enterarse de los traicioneros ideales de Velsing, Doom usa un dispositivo de biofusión para injertar un casco de metal con forma de calavera en la cabeza de Velsing, dejándolo con cicatrices como una forma de igualarlo con Doom.Velsing huye y queda bajo el cuidado de Victoria Frankenstein, quien lo cuida hasta que recupera la salud en el Castillo Frankenstein. El personaje obtiene una variedad de armas y monta el "Caballo Infernal", un caballo negro volador con alas de murciélago mutado genéticamente diseñado a partir del caballo blanco volador de Nathan Garrett por Victoria Frankenstein. Llamándose a sí mismo Caballero Temible, el personaje intenta forzar más recursos de Frankenstein para derrotar al Doctor Doom, solo para ser derrotado por Iron Man y el Monstruo de Frankenstein, donde el Caballero Temible terminó en coma.
El Caballero Temible es revivido por los villanos místicos Morgan le Fay y Mordred y al amenazado Capitán Britania, Victoria Bentley y Sean Dolan, pero es derrotado por Dane Whitman.
El Caballero Temible apareció como miembro de la última encarnación de Mago de Los 4 Terribles junto a Trapster y Hombre-Toro. En su intento de capturar a un físico llamado Dr. Cargill, los 4 Terribles fueron derrotados por Spider-Man y la hija del Dr. Cargill, Turbine.
El Caballero Temible estuvo entre los villanos que asistieron a la boda del Hombre Absorbente y Titania. El huyó cuando She-Hulk irrumpió en la boda.
Hawkeye se hizo pasar por el Caballero Temible para acercarse a los Thunderbolts.
Tras la aparente muerte del Doctor Doom a manos de Onslaught, el Caballero Temible se hace cargo brevemente de Latveria y lucha contra Spider-Man, donde es derrotado por él.
Durante la historia de Dark Reign, Quasimodo investigó al Caballero Temible entre otros villanos para Norman Osborn. Al investigar al Caballero Temible, Quasimodo lo consideraba una criatura pobre y lamentable.
El Caballero Temible apareció más tarde luchando contra Tony Stark y aparentemente todavía resentido con el Doctor Doom. Iron Man derrotó al Caballero Temible mientras el Caballo Infernal volaba sin él.

## Poderes y habilidades
El Caballero Temible lleva una armadura de aleación de acero que le otorga fuerza y durabilidad sobrehumanas. Utiliza una lanza de poder capaz de proyectar ráfagas de energía; boleadoras de cable de acero electrificado; misiles en miniatura; y también utiliza una pistola de dióxido de carbono que dispara gas nervioso concentrado que puede dejar inconscientes a los oponentes o matarlos. Bram Velsing también es un científico talentoso con habilidades de ingeniero.
El Caballero Temible monta el "Caballo Infernal", un caballo negro volador mutado con dientes afilados, una melena con púas, alas de murciélago, garras y una cola de dragón. Fue diseñado genéticamente por Victoria Frankenstein a partir del caballo blanco volador que utilizó Nathan Garrett, la versión villana del Caballero Negro.

## Otras versiones

### Ultimate Marvel
La versión Ultimate Marvel de Bram Velsing aparece en Ultimate Comics: Armor Wars. Velsing luce una armadura basada en los diseños de Iron Man, aunque su armadura presenta un motivo de calavera y está pintada en una combinación de colores que recuerda a su contraparte principal del Universo Marvel. Velsing, nacido en Alemania, estableció su hogar en un renovado Castillo Frankenstein, donde luchó contra un decidido Iron Man. Al final de su encuentro, Iron Man bloqueó la armadura del derrotado Velsing dejándolo asfixiado. En un momento durante la batalla, Velsing pregunta por qué una chica como Justine Hammer está en su presencia "sin correa".

## En otros medios

### Televisión
- Caballero Temible y su Caballo Infernal, Nightwing, aparecen en Iron Man, con la voz de Neil Dickson. Estas versiones sirven como secuaces del Mandarín, con Caballero Temible compitiendo contra su compañero Blacklash por el afecto de Hypnotia.
- Una legión de Caballeros Temibles aparecen en Iron Man: Armored Adventures, episodio "Ancient History 101", como estatuas de piedra creadas por el original Mandarín para proteger uno de sus anillos Makluan y poner a prueba la sabiduría de sus posibles sucesores. Ellos cobran vida después de que Gene Khan falla la prueba y continúan atacándolo a él y a sus amigos hasta que Tony Stark pasa la prueba antes mencionada.

### Mercancías
- Toy Biz produjo una figura de acción de Caballero Temible para la serie animada Iron Man.
- Una figura de Caballero Temible se lanzó en el paquete de cuatro The Danger of Dreadknight de la línea Marvel Super Hero Squad, empaquetado con dos figuras de Iron Man y una del Mandarín.
- Una figura de Caballero Temible se incluye en la caja exclusiva de Marvel Legends "The Raft" de San Diego Comic-Con.